# Schaefferia sexoculata
Schaefferia sexoculata är en urinsektsart som först beskrevs av Hermann Gisin 1947.  Schaefferia sexoculata ingår i släktet Schaefferia och familjen Hypogastruridae. Inga underarter finns listade i Catalogue of Life.